# Dyke Johannsen
Dyke Johannsen (født 6. juli 1933 i Tønder, død 8. december 2009 i Frankfurt am Main) var en dansk guldsmed og kunstmaler.
Han blev uddannet på Staatliche Zeichenakademie Hanau, Akademie der Bildenden Künste München og hos Stanley William Hayter i Atelier 17 i Paris.
Johannsen var især kendt for sine akvareller og oliemalerier. Han udstillede i blandt andet Danmark, Sverige, Tyskland og USA.